# Lokomotiva 781
Lokomotiva řady 781, do roku 1988 řada T 679.1 je české, resp. československé značení sovětské lokomotivy typu M62 přezdívané „Sergej“, dieselové lokomotivy s elektrickým přenosem výkonu, kterou vyvinul a sériově vyráběl lokomotivní závod ve Vorošilovgradu (Luhansku) v Sovětském svazu, resp. v Ukrajinské SSR. Vývoj, konstrukce a stavba dvou ověřovacích kusů probíhaly v letech 1962 až 1964, sériová výroba pak v letech 1965 až 2001. Celkem bylo vyrobeno 3 273 kusů této lokomotivní řady.
Typové označení výrobce M62 znamená, že jde o motorovou lokomotivu se 6 hnacími nápravami, v pořadí 2. vyvinutý typ. Pod tímto nebo podobným označením byly tyto lokomotivy provozovány také u některých dalších železničních správ (například sovětské SŽD, maďarské MÁV, mongolské UBTZ aj.).

## Provoz v Československu
Počátkem 60. let 20. století byly československou lokomotivkou ČKD vyvinuty a v letech 1962–1964 vyráběny těžké šestinápravové dieselelektrické lokomotivy o výkonu 1470 kW – šlo o řady T 678.0 a T 679.0. Podle smluv RVHP o specializaci výroby jednotlivých členských států však tato výkonnostní kategorie měla být přednostně zajištěna výrobou v Sovětském svazu a Rumunsku, zatímco výrobci v ČSSR se měli přednostně orientovat na výkonovou třídu do 1000 kW.
První dodávka M62 do ČSSR se uskutečnila v roce 1966 a tvořila ji padesátikusová série lokomotiv, z toho polovina pro standardní a polovina pro široký rozchod. V následujících letech byly dodány další stovky těchto lokomotiv, jejich celkový počet v ČSSR dosáhl úctyhodných 601 kusů: 599 ks pro Československé státní dráhy, jedna lokomotiva pro Východoslovenské železárny Košice a jedna lokomotiva pro Elektrárnu Vojany. U ČSD se tak tato lokomotivní řada v roce 1979 nakrátko stala historicky nejpočetnějším hnacím vozidlem ČSD vůbec, ovšem v roce 1981 toto číslo překonal motorový vůz M 152.0, jehož bylo postupně dodáno 680 kusů.
Lokomotivy M62 byly v tehdejším Československu podle Kryšpínova systému značení pojmenovány jako řada T 679.1 (pro standardní rozchod 1435 mm) nebo T 679.5 (pro široký rozchod 1524 mm na trati Haniska–Užhorod):
- T 679.1001 až T 679.1353 pro stroje ČSD dodané na rozchod 1435 mm;
- T 679.1354 nebylo obsazeno;
- T 679.1355 až T 679.1374 pro stroje ČSD dodané na rozchod 1435 mm;
- T 679.1375 až T 679.1399 pro stroje ČSD převázané z rozchodu 1524 na 1435 mm;
- T 679.1400 až T 679.1600 pro stroje ČSD dodané na rozchod 1435 mm;
- T 679.5001 až T 679.5025 pro stroje ČSD dodané na rozchod 1524 mm; tyto stroje byly po převázání na normální rozchod 1435 mm přeznačeny na T 679.1375 až T 679.1399 –viz výše;
- T 679.5026 pro stroj VSŽ Košice na rozchod 1524 mm;
- T 679.5027 pro stroj Elektrárny Vojany na rozchod 1524 mm.

Poté, co byl roku 1988 v ČSSR zaveden harmonizovaný systém značení MŽU, byly všechny lokomotivy přeznačeny na řadu 781 a 781.8 s původním pořadím evidenčních čísel.
Od přelomu 70. a 80. let však už v ČSSR postupně klesala poptávka po dieselelektrické vozbě těžkých nákladních vlaků. Hlavní tratě totiž byly elektrifikovány s důrazem na důsledné přepřahání tažných vozidel a minimalizaci nezávislé trakce pod trolejemi, na klikatějších vedlejších tratích pak šestinápravové podvozky působily problémy a dominovaly zde slabší čtyřnápravové stroje. Lokomotivy 781 tak byly už od 80. let postupně vyřazovány z provozu a šrotovány nebo odprodány jiným železničním správám, zvláště poté, co v ČSFR i v nástupnických republikách od roku 1990 silně klesla poptávka po nákladní železniční dopravě. K ukončení pravidelného provozu lokomotiv 781 však došlo až v roce 1999 v Česku a 2002 na Slovensku.

## Konstrukce

### Spalovací motor

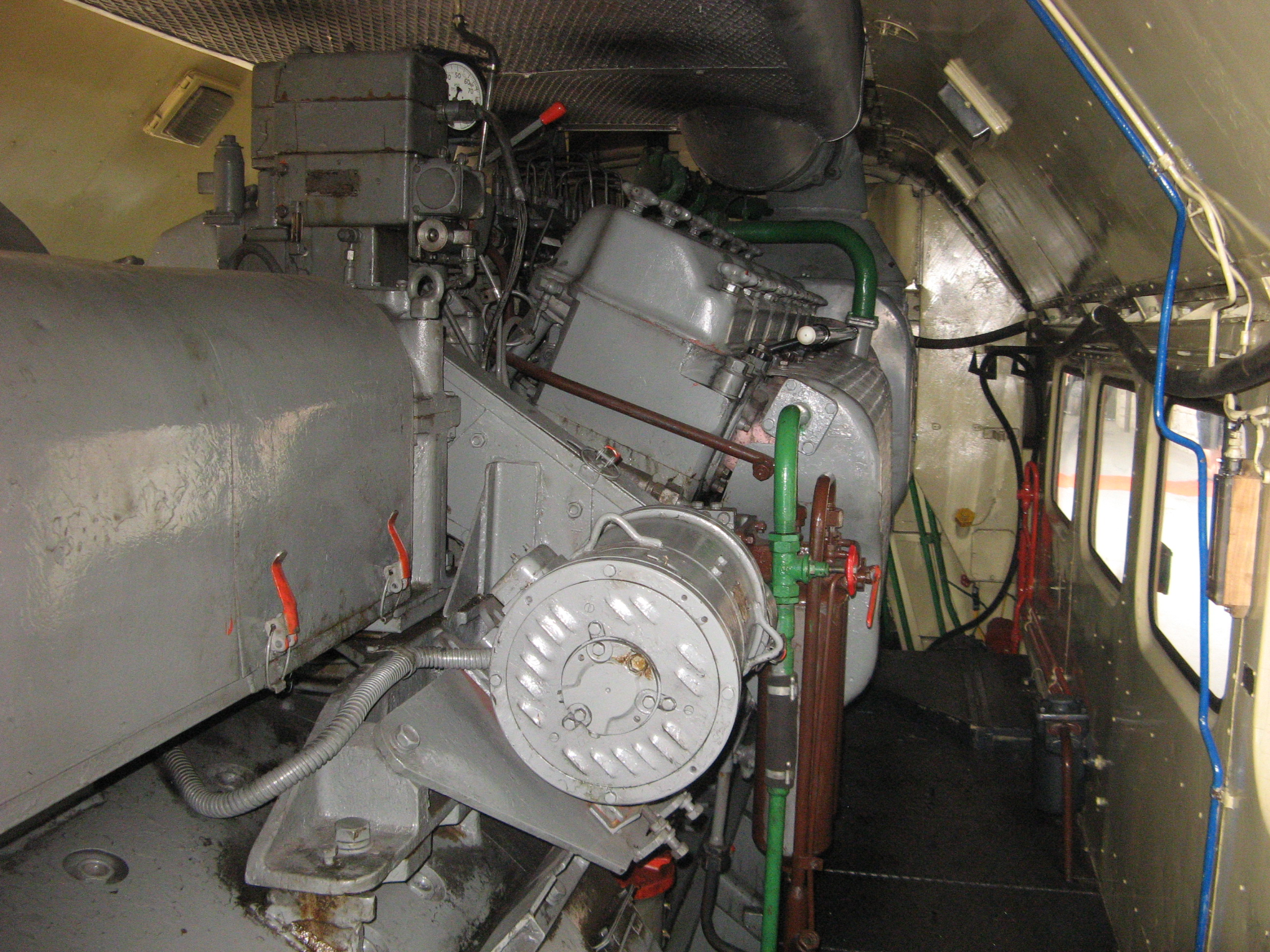
Spalovací motor 14 D 40

Lokomotivy měly dvoudobý vznětový motor typového označení 14 D 40. Jedná se o přeplňovaný dvoudobý dvanáctiválec se stojatými, vidlicově uspořádanými válci (dvě řady válců uspořádané ve tvaru písmene V). V pracovním cyklu motoru probíhá tzv. souproudý výplach válce.
První dodané lokomotivy nebyly vybaveny dostatečným tlumičem výfuku. Hluk spalovacího motoru (SM) bylo slyšet až několik kilometrů od trati. Nový tlumič byl dosazen až od 113. vyrobeného kusu a výkon motoru tak poklesl o cca 50 koní (z 2 000 k na 1 950 k). SM je přeplňován třemi dmychadly, z toho dvě postranní jsou poháněná výfukovými plyny (turbodmychadla). Prostřední, poháněné mechanickým převodem od SM, je Rootsova typu („piškotové“) a slouží pro vytvoření přetlaku v karteru při startu SM. Vrtání válců je 230 mm, zdvih pístů 300 mm. Vstřik paliva je přímý, chlazení SM je vodní a zčásti také vzduchové – plnicím vzduchem. Pomaluběžný motor má při zdvihovém objemu 150,6 l jmenovitý výkon 1 470 kW (2 000 k) při 750 ot./min. Přenos výkonu je elektrický stejnosměrný a při volnoběžných otáčkách ukazuje ručka otáčkoměru (je umístěn ve strojovně přímo na motoru) hodnotu 400 ot./min. Motor je hlučný a vykazuje vysokou kouřivost. Stanoviště strojvedoucího bylo ale velmi dobře odhlučněno a vibrace na stanovišti byly minimální. Spotřeba nafty je při porovnání se čtyřdobým SM vyšší. Lokomotiva má nádrž na 3 900 l nafty, spotřeba v provozu dosahuje až 340 l/100 km.

### Brzdové systémy

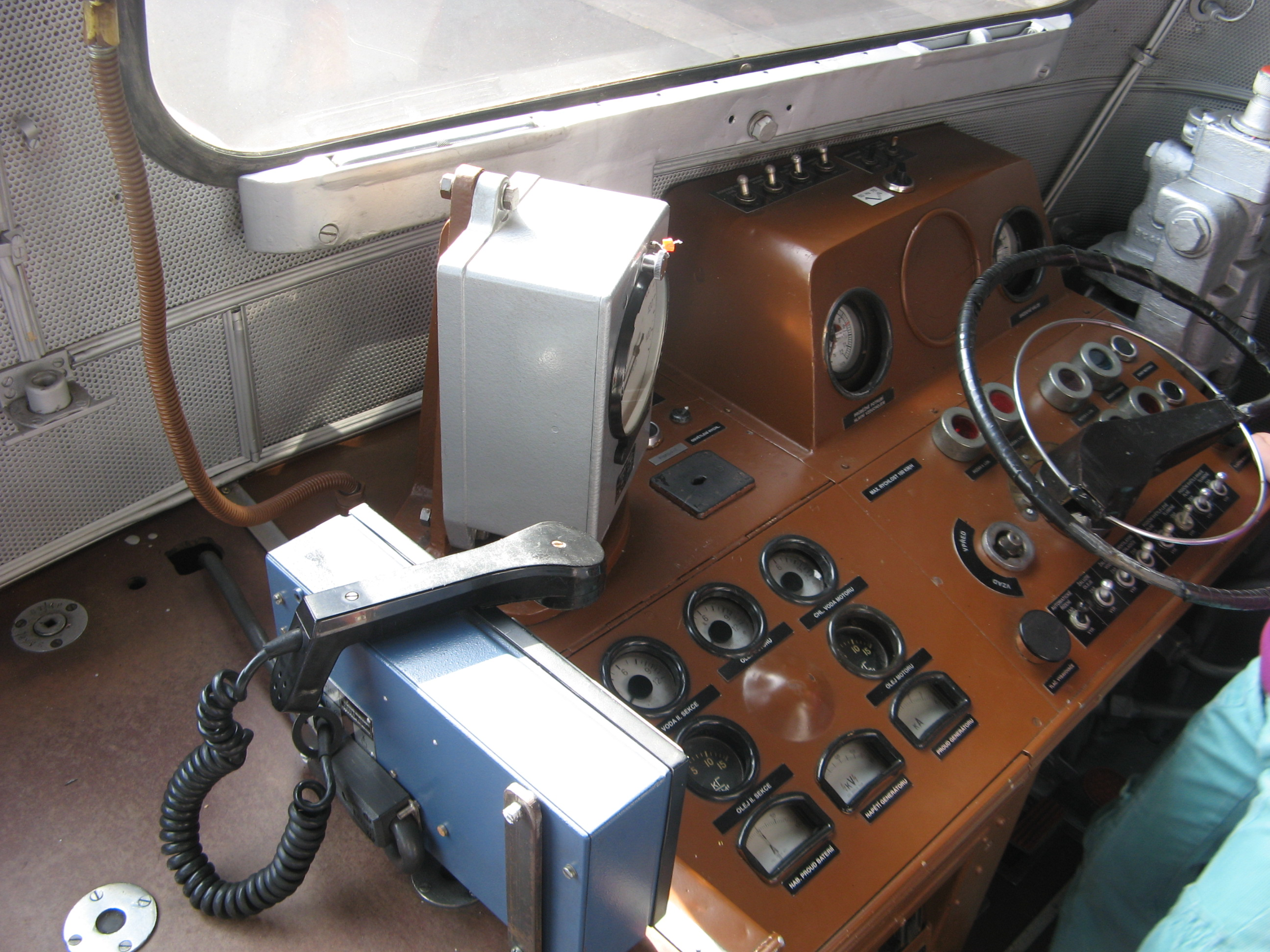
Stanoviště strojvedoucího

Lokomotiva je vybavena ruční brzdou, která slouží k zajištění odstaveného stroje a působí na dvě dvojkolí přilehlého podvozku, dále pak samočinnou tlakovzdušnou brzdou (tzv. „průběžná“ nebo „vlaková“ brzda, která slouží k ovládání brzd všech vozidel vlakové soupravy, zapojených na průběžné vzduchové potrubí). Je ovládána brzdičem typu ŠKODA N/O (nebo později pak DAKO BS2) z řídícího stanoviště, a přímočinnou brzdou (tzv. „přídavná“ brzda ovládaná třípolohovým kohoutem, později pak brzdičem DAKO BP). Tato brzda působí jen na dvojkolí lokomotivy) Všechny nápravy jsou brzděny oboustranně špalíkovou brzdou.

### Elektrická část
Každý ze dvou podvozků má tři stejnosměrné čtyřpólové tlapové motory typu ED 107 po 212 kW. Ty jsou napájeny stejnosměrným trakčním generátorem GP 312 o výkonu až 1270 kW (trakční výkon cca 1750 koní), který zajišťuje i spouštění spalovacího motoru.
Volantový řídicí kontrolér slouží k řazení 15 jízdních stupňů. Regulaci buzení trakčního generátoru zajišťoval amplistat (magnetický zesilovač), který kombinoval následující čtyři vinutí:
- zadávací (od tachogenerátoru otáček)
- řídící (od selektivního členu, sledujícího napětí a proud v trakčním obvodu)
- regulační (od regulátoru otáček)
- stabilizační (zpětnovazební od budiče)

Střídavý proud pro amplistat dodával synchronní budič přes rozdělovací transformátor. Ten zároveň sloužil pro napájení obou transduktorů snímačů proudu a napětí generátoru.

### Vytápění vlaku
Lokomotivy nejsou vybaveny zařízením pro vytápění vlakové soupravy; pokud se tyto lokomotivy používaly v osobní dopravě, byly v zimním období řazeny do souprav vytápěcí vozy.

## Provoz

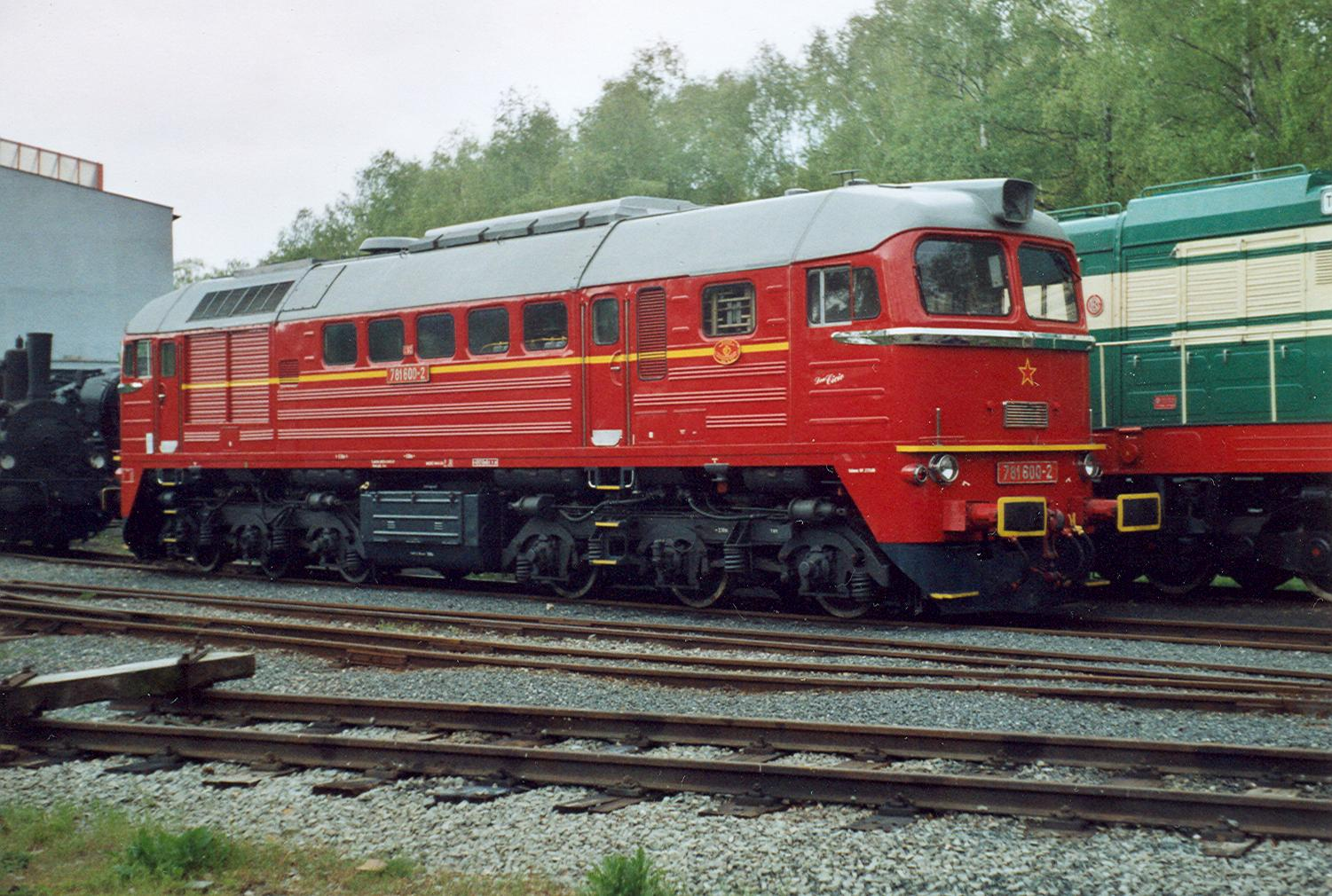
Lokomotiva 781.600 v Lužné u Rakovníka

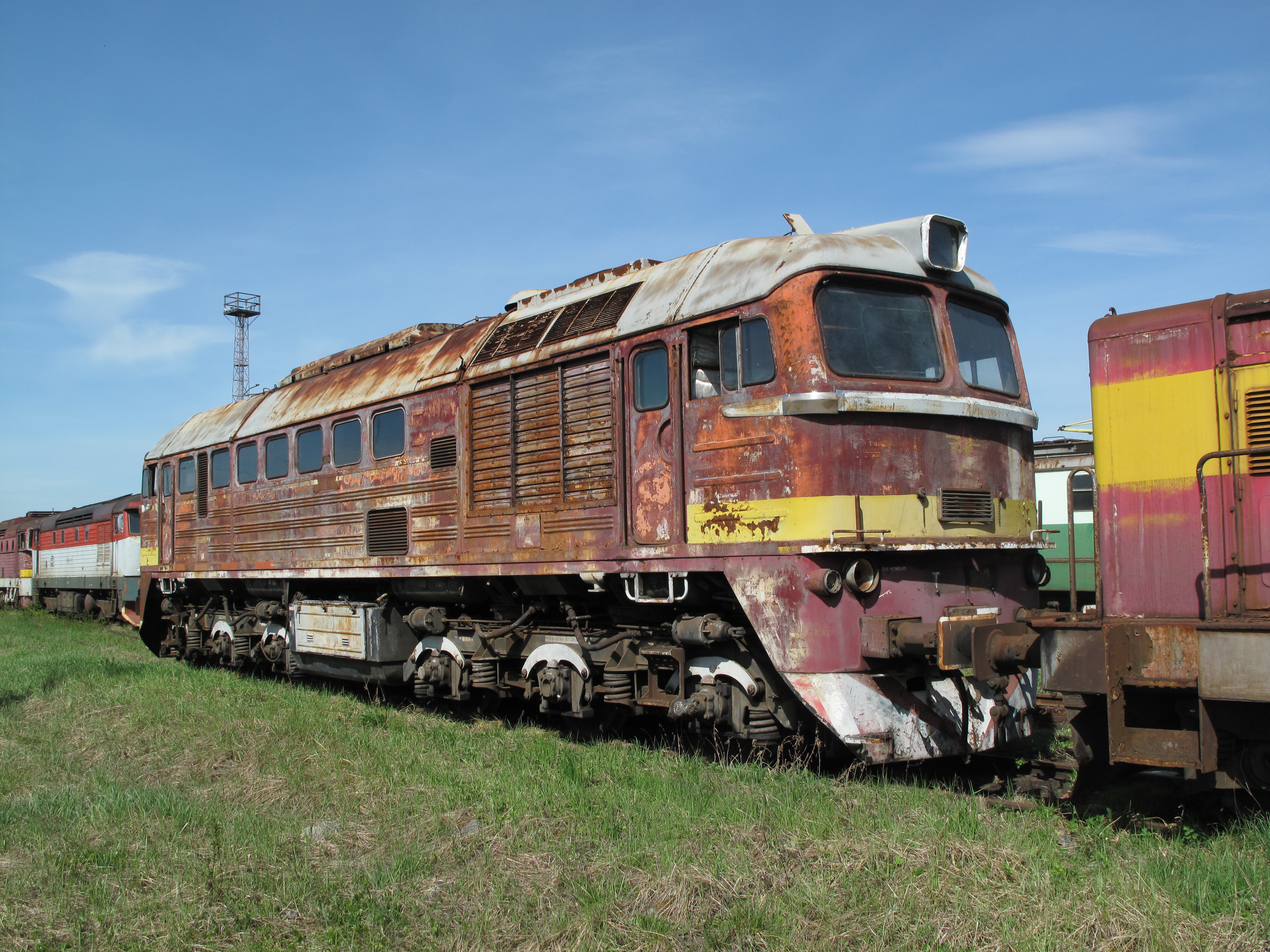
Vyřazený Sergej v České Třebové

Těžké, výkonné lokomotivy byly v provozu velmi oblíbené, zvlášť pro svoji spolehlivost. Vysloužily přezdívku Sergej, v NDR Taigatrommel (buben z tajgy). Jejich SM byl sice hlučný, vykazoval vysokou kouřivost, vyšší spotřebu paliva a výrazně vyšší spotřebu motorového oleje (ta je dána konstrukcí motoru s dvoudobým pracovním cyklem), ale stanoviště lokomotivní čety bylo velmi dobře odhlučněno a to i z hlediska vibrací. Problémy se vyskytovaly s účinky stroje na trať (kolejnice a traťový svršek). Souvisí to s uspořádáním pojezdu a týká se to do jisté míry všech lokomotiv s třínápravovými podvozky. U „Sergejů“ se specifický problém projevil na přelomu sedmdesátých a osmdesátých let. Početná lokomotivní řada se rozšířila v provozu na všechny tratě ČSD, kde to dovolila „skupina přechodnosti“ hnacího vozidla (HV). HV byla rozdělena do několika skupin přechodnosti podle toho, jaké silové účinky měl jejich provoz na železniční trať (železniční svršek i železniční spodek). Lokomotiva řady 781 má třínápravové podvozky s poměrně velkým rozvorem krajních náprav a nápravy mají klasické rozsochové vedení. S ohledem na vlastnosti pojezdu byl Sergej zařazen do skupiny HV se zvýšenými účinky příčných sil na traťový svršek. Při provozu lokomotivy se projevilo zvýšené opotřebení (obrus, otěr) na hlavách kolejnic v pojížděných obloucích a s tím přímo souviselo i opotřebení obručí kol lokomotiv. Jízdní plocha obruče musí z důvodu bezpečnosti přesně zachovat předepsaný geometrický profil. Ten se po překročení přípustné tolerance upravuje soustružením. (Využíval se tzv. podúrovňový soustruh - vše probíhalo bez demontáže dvojkolí z podvozku, k obrábění se využívala hnací síla trakčního elektromotoru lokomotivy. Výpadek stroje v provozu se tak zkrátil na minimum, v praxi často méně než 24 hodin. Vyvazovací oprava s demontáží nápravy z podvozku byla vždy násobně delší. V té době se u lokomotiv začal zvýšenou měrou projevovat problém - vyšinutí vodícího dvojkolí (první dvojkolí stroje ve směru jízdy) v oblouku. Problém byl dlouhodobě sledován, ale vliv popsané technologie na nehody v provozu se neprokázal (podezření, domněnka: nevyhovující povrchová úprava/drsnost jízdní plochy po soustružení na podúrovňovém soustruhu, důsledkem čehož kolo – jeho zvýšená vnitřní hrana, tzv. „nákolek“ – v oblouku stoupá po hraně kolejnice, až dojde k vyšinutí).
Dlouhodobé sledování pak odhalilo příčinu. Sousedící nápravy v podvozku jsou navzájem provahadlovány pro rovnoměrné rozložení hmotnosti na dvojkolí. Docházelo k zadírání v uložení vahadla. Vahadlo spočívalo na „hříbečku“ na horní straně ložiskového domku nápravového ložiska. Chybějící mazání způsobilo zadírání vahadla v kyvném uložení, tím byla narušena jeho funkce přenášení sil, a tak docházelo k nebezpečnému odlehčení vodícího dvojkolí. Kolo první nápravy na vnější straně pojížděného oblouku je navíc odlehčeno také vlivem převýšení kolejnice na vnější straně oblouku. Při pomalém průjezdu, kdy na vozidla působí menší odstředivá síla, se těžiště vozidla posune směrem k vnitřnímu kolejnicovému pásu a tam pak spočívá větší část hmotnosti – hmotnost není rovnoměrně rozložena na levé a pravé kolo nápravy.

## Modernizace
Zatímco v Česku a na Slovensku byly lokomotivy (až na jednotlivé kusy) zrušeny, MÁV v Maďarsku dal své M62 modernizovat. Byl vyměněn původní motor za modernější Caterpillar, osazen moderní řídící pult ve stylu Siemens, elektronické řízení a automatická regulace rychlosti (ARR). Stanoviště jsou vybavena i klimatizací. Lokomotivy se nadále používají ve vozbě nákladních vlaků. Nové motory Caterpillar však byly problémové, došlo i ke zlomení pístových tyčí, které následně prorazily blok motoru. České 755 s podobným motorem Caterpillar, podle vyjádření strojvedoucích, takový problém neměly.[zdroj⁠?!]

## Historické lokomotivy
- 781.168 (Železničné múzeum Slovenskej republiky, depo Vrútky)
- 781.312 (Železničné múzeum Slovenskej republiky, depo Humenné)
- 781.529 (České dráhy, depo Letohrad)
- 781.578 (Kladno)
- 781.592 (Národní technické muzeum, depo Chomutov) nově KDS Kladno
- 781.600 (Železniční muzeum Lužná u Rakovníka)